# おやじ
「おやじ」は、日本のフォークバンド・海援隊のメジャー2作目（通算7作目）のシングル。

## 概要
- 前作「漂泊浪漫」から11か月ぶりにして、アルバム『心をこめて回天篇』からの先行シングル。

## 収録曲
1. おやじ [4:37]
作詞：武田鉄矢
作曲：千葉和臣
編曲：チト河内
伴奏：トランザム
病院に入院している父親に語りかけるコンセプトで制作された楽曲。
2. 春日原へ [3:38]
作詞：武田鉄矢、中牟田俊男
作曲：中牟田俊男
編曲：EDISON
タイトルの読みは「かすがばるへ」で、福岡県春日市の地名に由来している。リードボーカルは中牟田が務めている。